# Етнографія Тернопільської області
У цій статті описано основні етнографічні особливості Тернопільської області, характерні головно лише для цього краю, а також міститься інформація про народних майстрів Тернопільщини. Тернопільська область — адміністративне утворення. Тому загальні риси етнографії варто шукати у відповідних статтях: Галичина, Волинь, Поділля, Опілля.

## Історико-етнографічне районування

### Волинь
До Волині належить, окрім території нинішньої Волинської, Рівненської і частини Житомирської областей, територія сучасних Збаразького, Кременецького, Лановецького та Шумського районів Тернопільської області.
У давньоукраїнський період на території Волинської Тернопільщини існувало Шумське князівство. 1199 виникла Галицько-Волинська держава. 13 ст. у волинській частині сучасної Тернопільщини постали «городи» Данилів, Збараж, Кременець, Стіжок. Жителі цієї території зазнали 1241 і 1259 руйнівних нападів монголо-татар.
У кінці 16 — 1-й пол. 17 ст. край став одним із центрів українського національно-культурного розвитку; в Острозі, Луцьку, Кременці й ін. містах діяли братства, розвинулося книгодрукарство. Під час Нац.-визв. війни 1648-57 під проводом Б. Хмельницького на Збаражчині та Кременеччині відбулися жорстокі бої між козацькими і польськими військами, міста й села краю були розорені та знелюднені. 18 ст. одними з провідних міст Волині стали Вишнівець і Кременець.
1773 більша частина Збаражчини відійшла до Австрії та включена до її коронного краю — Королівства Галичини і Володимирії. Після 3-го поділу Речі Посполитої 1795 р. приєднана до Росії; 1797 тут створили Волинську губернію, в ній серед інших був Кременецький повіт. Із проголошенням УНР В. стала її адм. одиницею. В квітні-червні 1919 на території Кременецького повіту зосереджувалась і вела бої з більшовицькими та польськими військами Армія УНР. 1921 уряд Польщі створив Волинське воєводство з центром у Луцьку; Кременець знову став повітовим містом. У вересні 1939 західноволинські землі України зайняла червона армія, вони були приєднані до УРСР. В грудні того ж року ця територія ввійшла до новоствореного Волинського і Рівненського та північної частини Тернопільської областей. Під час нім.-фашист. окупації 1941-44 на Волині розгорнула військові дії УПА, потім вона вела збройну боротьбу проти радянського режиму. На Всеукраїнському референдумі 1 грудня 1991 абсолютна більшість жителів Волині проголосувала за відновлення державної незалежності України.

### Галичина
Культурно-етнографічні межами Галичини на території Тернопільщини традиційно вважають територію на захід від річки Стрипа. У історико-етнографічному відношенні Тернопільщину поділяють лише на два регіони — Галицьку та Волинську.

## Народне господарство

### Бджолярство
Перші відомості про бджільництво Тернопільщини належать до часів Галицько-Волинського князівства, про що оповідає легенда «Як бджоли врятували Теребовлю». Згодом бджільництво розвинулось у багатьох маєтках, передмістях і селах, особливо — від поч. 19 ст.
1920—1939 бджільництво Тернопільщини було найрозвинутіше у Польщі. 1925, за даними загальнопольського конгресу з бджільництва, 1-ше місце за кількістю вуликів на 1 км² серед 16-ти воєводств займало Тернопільське. 1932 була заснована Подільська пасічнича спілка, яка об'єднала бджолярів Тернопільського, Збаразького, Скалатського, Теребовлянського, Бережанського, Підгаєцького, Золочівського повітів. 1939 вона нараховувала понад 2200 членів, усіх пасічників було 4000. Кооператив забезпечував майже половину збуту меду з пасік Тернопільщини: на рік 20-25 вагонів (вагон −10 т). Найбільшу пасіку в Європі (понад 3000 пнів) тоді мали Є. та О. Білинські на Збаражчині.
На поч. 20 ст. Кременецьке повіт займав провідне місце за бджолярством у Росії. Великі пасіки тут мали брати О. і П. Яськевичі, П. Миндзар (Вишнівець), М. Семенюх (с. Бережці). 700 бджолярських сімей утримувала Почаївська Свято-Успенська лавра. У 1910 було засновано Кременецьке товариство пасічників. Розвиткові бджільництва сприяли відомі діячі-вмілі пасічники: композитор, о. П. Бажанський, який видав кілька книжок з бджільництва; літературознавець, о. Й. Застирець — автор книжки «Наука пасічництва» (Л., 1935).
Підвалини бджільництва в краї заклали М. Боярський, Ю.-Р. Любінецький, о. М. Михалевич, о. І. Наумович, М. Паньків, В. Пилипчик.
З початку колективізації більшість великих пасік забрали до колгоспів Тернопільщини і за її межі. На базі пасіки Білинських організували в Збаражі обласну контору бджільництва. В колгоспах і радгоспах області 1979 було 29 тис., 1990 — 38 тис., 1994 — 23 тис. бджолосімей. Населення мало від 110 до 150 тис. бджолосімей. Тернопільське обласне товариство пасічників-любителів займалося переважно розподілом цукру для підгодівлі бджіл. «Тернопіль-бджолопром» постійно організовував семінари-наради, курси пасічників.
1997 в селі Петриків поблизу Тернополя відкрито єдину в Україні каплицю Зосима і Саватія — покровителів бджільництва, 2001 в селі Чернелів-Руський Тернопільського району — пам'ятник і мемор. дошку о. М. Михалевичу. Створено Асоціацію пасічників ім. М. Михалевича, яку очолює Б. Рудка — керівник Західноукраїнського регіонального центру, віце-президент Спілки пасічників України (2002); у Тернопільському, Лановецькому, Кременецькому, Чортківському, Бережанському районах діють її осередки.

## Народні промисли, народне мистецтво
Народні промисли — вишивання, гончарство, ковальство, нанизування з бісеру, писанкарство, плетіння з рослинних матеріалів, різьблення по дереву й каменю, ткацтво. Народні промисли Тернопільщини мають глибокі й багаті традиції, широкі перспективи розвитку і практичного застосування в побуті, набувають нових художніх та функціональних якостей, збагачують загальноукраїнську культуру.
Найпоширеніший вид декоративно-ужиткивого мистецтва — вишивка — має характерні особливості в усіх районах краю й відрізняється за композицією, технікою виконання, колоритом. Народні майстри різьблять із дерева меблі, рами, ложки, макогони, ступи, маглі, прядки, терлиці, вози, ціпи та ін., іноді прикрашаючи їх рельєфним, напівоб'ємним різьбленням або гравіруванням. Вирізували вибійчасті дошки для набивання декору на тканини. Виробництвом дерев'яних іграшок займалися в селах Лисичинці (нині Підволочиського) та Звенигород (Бучацького) районів. Музичні інструменти (сопілки, ліри) виготовляли у селах Вільховець (Борщівський), Іване-Золоте (Заліщицький), м. Почаїв (Кременец.) та містечку, нині смт Залізці (Зборівського) районів. Народні майстри В. Бідула (с. Лапшин Бережанського) та Д. Білинський (села Колиндяни Чортківського районів) створили скульптурні роботи, в яких відобразили побут селян. Відомі у краї вироби майстрів-ткачів, килимарів, оригінальні мистецькі роботи гончарів.
Селяни Тернопільщини прикрашають житла розписами і витинанками з паперу. Сюжетно-тематичні композиції на папері створюють М. Бездільний, Я. Миколишин (обидва — місто Бережани), А. Гриб, А. Заблуда і О. Каровицький (усі — м. Тернопіль), А. Кучмей (м. Заліщики), вводячи у розписи не лише квіти, а й зображення птахів, тварин, людей. М. Шарик (с. Тростянець Бережанського району) розписує на склі сюжетні композиції за творами Богдана Лепкого і Тараса Шевченка. Г. Коваленко (м. Підгайці) нітрофарбами розписує рослинні орнаментом дерев'яні ручки, вази, грибочки, декоративні скарбнички, тарелі, сервізи, писанки на тарілочках, компонуючи узори з квіточок, листочків, прямих і ламаних ліній, білих, рожевих, оранжевих, цегляних, зелених крапочок.
Найкращі писанкарі в Борщівському та Заліщицькому районах М. Григорчук (с. Дністрове), Г. Яковишин (с. Іване-Пусте), Т. Головата (с. Нівра), Г. Соколівська (с. Колодрібка), М. Губарева (с. Зелений Гай) декорують писанки на різноколірному тлі 8-пелюстковими розетами, солярними знаками, вазонами, листками дуба. Дедалі ширшого резонансу набувають живописні картини художників П. Барболюка, В. Величка, В. Дороша, Г. Ісака, Б. Романюка, З. Садівського, О. Свидуна, С. Шинкаренка та ін.
На Тернопільщині розвинута художня обробка металу, колаж, аплікація, нанизання з бісеру; художнє слюсарство і декоративні розписи будинків; навершя на димарях та корони ринв, які часто прикрашають декоративними птахами й квітами з бляхи. Коваль Євген Чубак (с. Мушкатівка Борщівського району) виготовляє декоративні завіси, клямки, сокирки, стамески, що експонувалися на виставках у Тернополі та Києві. Користуються попитом нагрудні і нашийні прикраси з бісеру: гердани, комірці, ланцюжки, крученики, силянки, кризи, що виготовляють Л. Лось (м. Кременець), П. Ткачук (м. Теребовля), А. Байдак, М. Бобик, З. Герасименко, Р. Крамар, Л. Романчук (усі — м. Тернопіль).

### Вишивка
На Тернопільщині вишивка побутує здавна, про що свідчать археологічні знахідки. Від кінця 12 ст. вишивали складні орнаментальні та сюжетні зображення технікою «вприкріп»: золоті нитки накладали одна біля одної на тканину й прикріплювали до неї дрібними шовковими стібками. Відома пам'ятка 11-12 ст. із села Жежава (нині с. Зелений Гай Заліщицького району), в якій цією технікою виконаний складний ромбоподібний розвід із розетками на краях. Із найдавніших вишивок добре збереглися церковні речі («воздушки», плащаниці, антимінси) 16-18 ст.; серед пам'яток 18 ст. — речі домашнього вжитку: одяг, рушники, скатерки.
19 ст. у різних районах краю вишивка набула характерних особливостей. Для вишивки нинішніх Лановецького, Кременецького і Шумського районів властивий геометризовано-рослинний орнамент чорно-червоного колориту. Техніка вишивання — «хрестик», «набірування», «мережка», «прутик», «стебнівка», «козлик».
У Тернопільському районі мережки виконували натертими воском небіленими нитками.
У вишивці Бучацького району мотиви подавали великим планом і чітко. Лінії ромбоподібних узорів із гострими зубчастими вершками виконували низинкою. У деяких селах вишивали спеціальним стібком із дрібних круглих цяток, ніби з ґудзичків, які розташовували круглими розетками і півкруглими зубцями у тридільні мотиви. Ці так звані «кручені» узори, вишиті чорними або червоними нитками з додатком жовтого і зеленого кольорів, — особливість Бучаччини. Використовувалися шви: «гребінчастий», «перекладовий», «ретязь», «поверхниця», «обметування» та ін.
У Монастириському районі в композиції вишивки вводять геометричні фігури, а також 4-пелюсткові розетки, хрестики, зубці, косі й хвилясті лінії, що вишивають чорними, червоними, оранжевими, жовтими і зеленими нитками низинкою, гладдю та крученням.

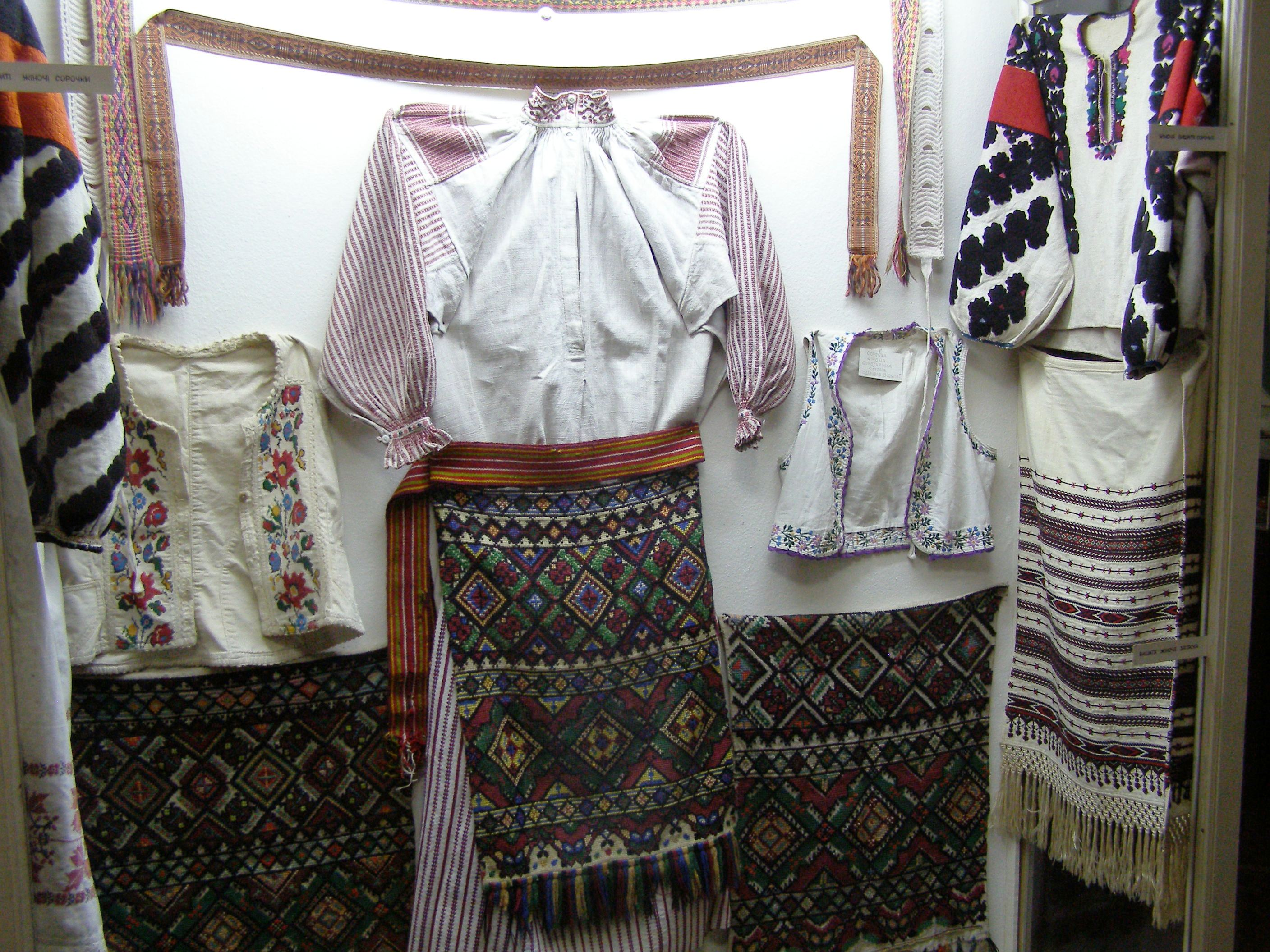
Вишиванка з Бережанщини

Характерними елементами узорів Бережанщини є так звані «долоньки», а Борщівщини — «завитки», «баранячі роги», «ромбики», «есовидні знаки». Вишиванки із Борщівського і Заліщицького районів виділяються густими, без пробілів тканини, узорами, що вишиті поверхневими стібками (кучерявим швом, об'ємною гладдю) вовняними нитками. При орнаментальній подібності борщівської вишивки виділяються чорно-вишневим фоном, а заліщицької — червоно-золотистим.
Вишивка білими нитками гладдю, вирізуванням, набируванням із використанням різних видів мережок (одинарні та подвійні стовпчики, шеляжок, гречечка та ін.) розвивалися не лише у північних, а й у південних районах (зберігаються в Гусятинському районному і Тернопільському обласному краєзнавчих музеях).
Соковита поліхромія (багатобарвність) увійшла в місцеву вишивку на початку 20 ст. Нині для вишивання використовують шовк, крепдешин, капрон, сукно; нитки — муліне, ірис, шовк. Вишивкою оздоблюють одяг і предмети домаш. вжитку, святковий та сценічний одяг у майстернях райцентрів, Тернополя й Мельниці-Подільської, в цеху машинної вишивки у Микулинцях.
Від 1948 народні майстри краю експонують роботи на виставках (Тернопіль, Київ, Москва та ін.). Широко знані заслужені майстрині народної творчості України М. Варениця (с. Стінка Бучацького району) та Г. Герасимович (с. Пилипче Борщів. р-ну), вишивальниці С. Кульчицька (Пожарнюк) із с. Чорнокінці Чортків., М. Зарембська з м. Копичинці Гусятинського, Г. Баранишин із села Ішків Козівського, М. Віщук із села Товсте Заліщиц., С. Кулина з с. Мечищів Бережан., В. Яцюк із с. Соснівка Шумського районів, Г. Баран та Є. Наконечна з Тернополя. Вони виставляли роботи у Болгарії, Молдові, Польщі, Канаді, Росії. Персональні виставки вишивки у Тернополі та райцентрах мали Г. Баран, Є. Наконечна, С. Кулина. Техніці вишивання навчають у ЗОШ, ПТУ, гуртках прикладного мистецтвва закладів культури. Обласний методичний центр народної творчості організовує для вишивальниць творчі конкурси. Лауреати обласної премії ім. О. Кульчицької — П. Ткачук із Теребовлі (1987), А. Байдак (1992) та О. Поглод (1997) із Тернополя.

### Витинанка
На Тернопільщині селяни прикрашали житло різнокольоровими паперовими зірочками, квітами, ромбами, квадратами, кружечками. Звідси назва цього виду декорування — витинанки. У 1920-их були поширені фіранки-„штемпелівки“, в яких невеликі ажурні прорізи «вирубували» інструментом — штемпельком, часто поєднуючи з витинанням узорів ножицями і розписом фарбами.
У 1950-их активно розвивалися витинанки великого розміру: «фіранки», «лиштви», «рушники», «панно», «рамочки», котрі розвішували не лише на стінах, а й над вікнами і дверима. Гарні прикраси витинали у південних районах області, зокрема «рушники» створювала В. Яскілка, «фіранки» — С. Чайківська (обидві — с. Підзамочок Бучац.), І. Скрипка, І. Левчук (с. Улашківці Чортківського), С. Немака (с. Вікно Гусятинського районів). Вони часто поєднували витинання з розписом.
1960—1970т-і творами вирізнялися С. Батюк (с. Салівка Чортківського), М. Бездільний (м. Бережани), Н. Білецька (м. Бучач), Ю. Мізік (с. Підзамочок Бучацького), І. Яківчик (с. Пробіжна Чортківського), Ю. Жачко (с. Пліхів Бережанського районів).
1980-90-ті витинальники М. Ремінецька (м. Тернопіль), Л. Козак (с. Бариш Бучацького), М. Бурдяк (с. Біла Чортківського), Д. Мимрик (с. Великий Говилів Теребовлянського), В. Стадничук (с. Михайлівка Борщівського районів) продовжили народні традиції у декоративних і сюжетно-тематичних композиціях. Твори цих майстрів експонувалися на всеукраїнських та міжнародних виставках, зберігаються у музеях. Завдяки декоративності витинанки мають перспективи для розвитку і практичного застосування в побуті.

### Гончарство
Під час археологічних розкопок поблизу сіл Увисла Гусятинського та Великий Глибочок Тернопільського районів знайдено кераміку культури кулястих амфор (кін. 3-го тисячоліття); на посудинах зберігся декор. Верхня частина і горловина амфор оздоблена ритим геометричним орнаментом, іноді заповненим білою пастою. В давні часи з глини виготовляли, крім посуду, грузила, пряслиця, ложки, котушки, речі культурного призначення: фігурки коней і антропоморфні брязкальця. Таку глиняну фігурку-брязкальце (доба раннього заліза) знайдено поблизу села Лисичники Заліщицького району, в с. Кошилівці цього ж району — невеликі глиняні скульптурки людей і домашніх тварин (пізньо-трипілький період, 2100-1700 рр. до Р. Х.).
Основними центрами гончарства на Тернопільщині були міста: Бережани, Борщів, Заліщики, Копичинці, Кременець, Підгайці, Збараж, містечка (нині смт): Гусятин, Залізці, Золотий Потік, Микулинці, села Антонівці, Бабинці, Бедриківці, Буданів, Вертелка, Вовківці, Гончарівка, Іване-Пусте, Іванків, Калагарівка, Королівка, Кривче, Озеряни, Пізнанка, Малі Садки, Сапогів, Струсів, Сураж, Сухостав, Старий Тараж, Товсте, Торське, Устечко, Яблунів.
Для кераміки краю характерні різні форми і своєрідні технічні засоби декорування: розпис, гравірування, гладження, наліпи, фляндрування, заливання, мармурування, димлення, лощення та ін. Вирізняють димлений посуд майстра із с. Буданів Теребовлянського району Т. Земського, який прикрашав його рослинним орнаментом, виконаним у техніці гладження. Славився посуд майстрів В. Вольського, А. Гармаша, М. Гриньківа, А. Калошника, С. Камінецького, А. Костіва, Й. Лобановича, М. Лукасевича, М. Марченка, І. Покиданського, Я. Пригорського, З. Сулими, І. Черниша та ін.
Глиняні іграшки виготовляють у селах Антонівці Шумського, Білозірка Лановецького, Великий Кунинець і смт Вишнівець Збаразького, Великий Ходачків Козівського, Калагарівка Гусятинського районів. Своєрідне фляндрування білими та зеленими смужками на жовтувато-коричневому тлі характеризує вироби М. Марченка з Кременця. На виробах із смт Золотий Потік Бучацького району виступає зелено-жовте мармурування. Розписаний ріжкуванням та фляндруванням посуд бережанських майстрів відзначався різноманіттям ніжних кольорів і багатством орнаментних мотивів.
Сучасна народна кераміка Тернопільщини збагатилася новими декоративним елементами та композиц. мотивами. Основними гончарними центрами нині є села Залісці (З. Сопіжук) і Великий Кунинець (Н. Павлюк) Збаразького, Гончарівка (І. Бойко, В. Вдовин, Г. Возовчук) Монастириського районів. Традиційно народне гончарство знайшло вияв у виробах Г. Дзюми, К. Федчука зі смт Вишнівець Збаразького, С. Дяківа (с. Голгоча Підгаєцького), В. Бардачевського (с. Товсте Гусятинського), П. Вознюка (с. Сураж Шумського), С. Романюка (с. Духів Кременецького) районів. Вони виготовляють різноманітний ужитковий посуд та художні вироби в теракоті, розписані, покриті поливою, димлені.

### Народна іграшка
На території Тернопільщини традиція виготовлення народної іграшки започаткована в часи трипільської культури. Глиняні жіночі фігурки прикрашали візерунками, обліплювали зерном і кидали у вогонь; після виконання цього магічного обряду, що мав би гарантувати багатий урожай злаків, ці фігурки віддавали для забави дітям. На околиці села Більче-Золоте Борщівського району знайдені глиняні фігурки (неоліт) висотою 6,5-23,5 см.
Традиція виготовлення твариноподібних народних іграшок також дуже давня, пов'язана зі скотарством. При розкопках трипільських поселень знайдені скульптурні зображення бика, барана, свині, птаха тощо (село Лисичники та Кошилівці Заліщицького району, с. Пищатинці Борщівського району
та ін.).
На Тернопільщині глиняні іграшки-свищики та фігурки виробляли народні майстри Г. Дзюма (смт Вишнівець Збаразького району), І. Бойко, О. Самеген (с. Гончарівка Монастириського
району), Є. Куцярський (с. Товсте Гусятинського району), Л. Стасюк (с. Королівка Борщівського району), С. Дяків (с. Голгоча Підгаєцького району); іграшки з рогози — Я. Ремінецький (м. Тернопіль); дерев'яні іграшки — Д. Мимрик (с. Великий Говилів Теребовлянського району), Ф. Мрига (с. Великі Загайці Шумського району), І. Орисик (с. Михайлівка Борщівського району), М. та С. Орисики (с. Гутисько Бережанського району) та ін.
К 1920-ті на регіональних етнографічних виставках у Тернополі експонували ганчір'яні ляльки. У давнину їх виготовляли для ритуально-обрядових дійств: на Колодія і Масницю — спалювали, на Купайла (Купала) — топили у воді. Крім того, ворожки виготовляли фігурки в шлюбному вбранні для приворожіння наречених тощо, а ледь не у кожній сім'ї була ганчір. лялька, яку батьки зробили для дитини. Нині народна іграшка майже цілком витіснені фабричними.

### Килимарство

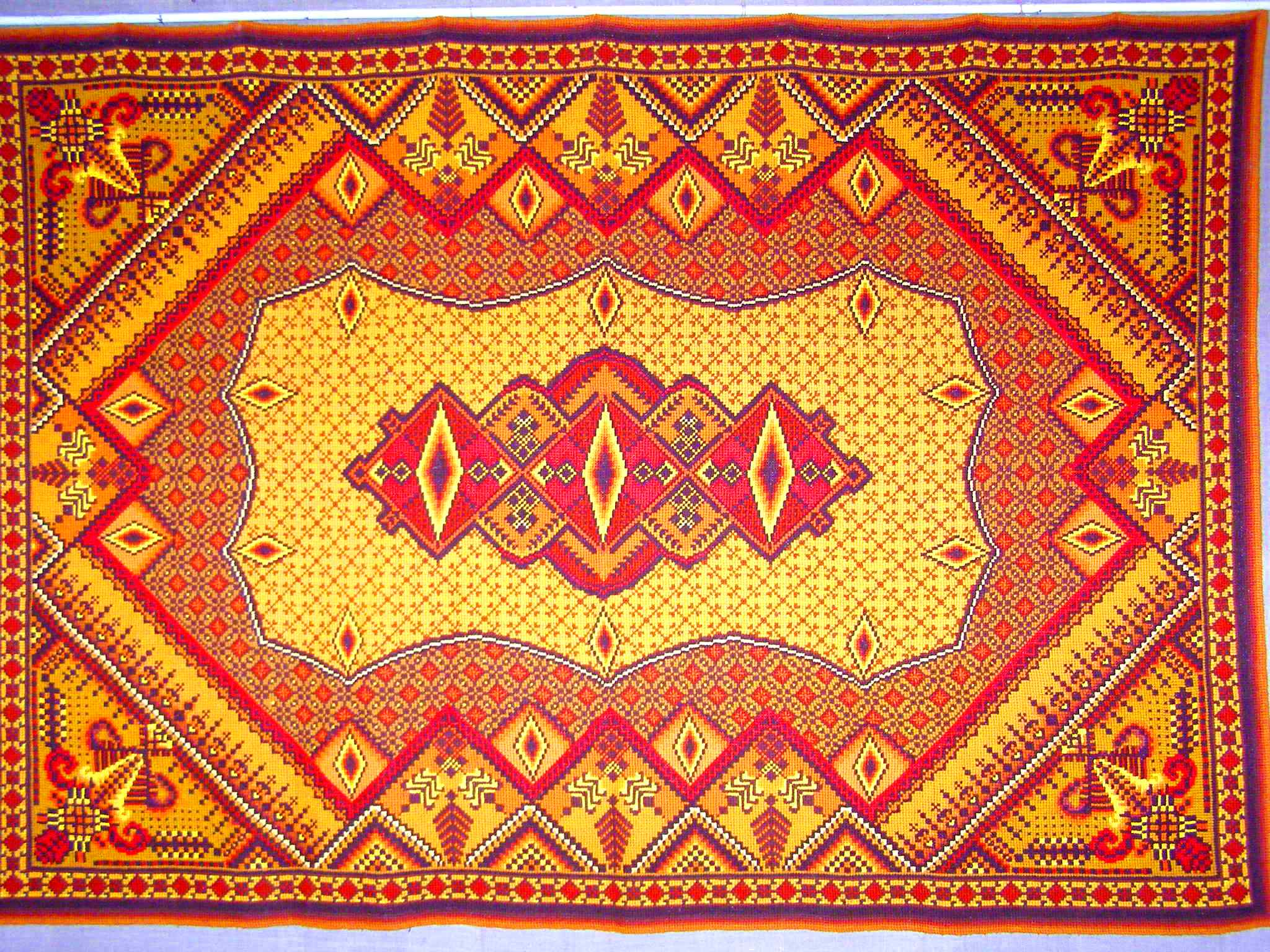
Народний килим з Бережанщини. Бережанський краєзнавчий музей

На Тернопільщині килимарство з вовняної пряжі розвинулось у нинішніх Збаразькому, Зборівському, Лановецькому і Підволочиському районах. У композиції тернопільського килима домінують геометричні чи квіткові узори на малиновому тлі.
Відомі килимарі Г. Борковська, А. Івахів, І. Покиданець, О. Порохняк, С. Пчола, К. Романюк, М. Софіюк, І. Чемний та ін. не раз експонували твори на виставках у Тернополі, Києві, Москві (нині РФ). Вони відзначалися дипломами, преміями. Килими зберігаються у музеях.

### Писанкарство
Різновиди декорованих яєчок: писанка, крашанка (галунка), крапанка, дряпанка (шкрябанка), мальованка, інкрустованка, травленка. Крашанка — яйце без узорів занурюють лише в одну, переважно червону фарбу (галунь). Крапанка — розтопл. воском ставлять крапки на шкаралупі, потім яйце купають у темній фарбі. Дряпанка — після того, як яйце пофарбували у темний колір, на поверхні голкою продряпують (шкрябають) узор. Мальованка — яйце розмальовують не воском, а фарбою. Так само розмальовують дерев'яне яйце: наносять будь-яку темну фарбу, двічі лакують, потім різнокольоровою емаллю наносять узор і ще раз лакують. Іноді поверхню яєць прикрашають листочками, зерном злаків, насінням квітів, бісером, стеклярусом, лелітками способом аплікації та інкрустації. У цій техніці працюють тернополяни В. Жовнич і А. Колтунюк.
Подружжя Л. і Ю. Цікали з Тернополя виготовляють писанки за влас. способом травлення: гусячі яйця видувають, миють і воском наносять візерунок, на 5 годин занурюють у соляну кислоту, потім виймають і знімають віск, під яким залишають візерунок.
На Тернопільщині простежують три школи писанкарства: західноподільську, лемківську, гуцульську.
Для подільських писанок характерні орнаменти: «солярні знаки», «безконечник», «трикутники», «ромбики», «завитки», «решітки», мотиви, ідентичні з вишивкою («менандр», «павучки», «метелики», «кучері», «баранячі роги», «берегиня», «крутороги»), гончарством («спіраль», «сонечко», «хвилі»). Основні фони писанок — чорний та червоний. Представники цієї школи: Т. Головата (с. Нивра), М. Григорій (с. Дністрове), С. Климова (с. Жилинці), М. Твердохліб (с. Вільховець), Г. Яковишин (с. Іване-Пусте; всі — Борщівського району), М. Губарєва (с. Зелений Гай), П. Зиманська (с. Хмелева), Н. Ілюк (с. Дунів), Г. Соколівська (с. Колодрібка), В. Урсатій (с. Богданівка, нині Синьків; усі — Заліщицького району), Я. Осадца та І. Турчин (м. Тернопіль).
Основний елемент лемківських писанок — «пелюсточка»; як білий фрагмент вона є в композиціях «зірочок», «сонечок», «квіточок», «колосочків» на цегляному, червоному, зеленому, жовт і синьому тлі. Популяризатори лемківських писанок: Т. Дубич (м. Бережани), І. Василишин і З. Пеньонжик (с. Звенигород), О. Клапач, Г. Кулик та О. Лицак (с. Підзамочок; обидва — Бучацького району), М. Верхоляк (с. Яструбове Козівського району), Л. Бакалюк (смт Підволочиськ), О. Бичковська та Г. Собіль (с. Мишковичі Тернопільського району), С. Сембрат (м. Бучач; окрім традиційних лемківських елементів, уводив мотиви флори і фауни Карпат, що споріднює з писанками Гуцульщини).
Гуцульській школі писанок властивий дрібний графічно чіткий геометричний рисунок із деталями рослинного і тваринного світу Карпат — «безконечна», «крапката», «жовтоклинчики», «дрібненька», «коники», «воронячі лапки», «білокрильці», «смерічка», «хвильки», «космацька» та ін. Цю школу представляли П. Данилюк (м. Кременець), О. Порохняк (с. Шили Збаразького району), С. Ящевська (смт Велика Березовиця Тернопільського району) та ін.
Від 1992 напередодні Великодніх свят у ТОХМ організовують щорічну виставку традиційних і авторських писанок. 2007 представлено понад 400 взірців.

### Плетіння
Плетінням із лози, соломи й рогози займаються Г. Вівчар (с. Пишківці Бучацького району; оригінальні сумочки та кошички з рогози), Ф. Данилюк (с. Підлісці Кременецького району; ажурною хрестиковою технікою на твердій ребристій основі плів кошики, стільці, крісла, столи, шафи, дивани, абажури, дитячі колиски; знання передав учневі Б. Чернюку з м. Кременець), І. Іштван (с. Нова Гута Монастириського району), В. Казновецький (с. Млинівці Кременецького району), Я. Ремінецький (м. Тернопіль; об'ємні зображення, своєрідні скульптури з рогози) та інші. Майстри експонували вироби на обласних та всеукраїнських святах народної творчості у містах Тернопіль, Київ, Полтава, Хмельницький, Львів, Кам'янець-Подільський. Плетіння з соломи було відоме задовго до виникнення ткацького і гончарського ремесла.
І. Іштван виготовляє зі соломи капелюхи, взуття, килимки, мати, кошики, посуд, брилі для колективів художньої самодіяльності та професіоналів хореографічного і драматичного мистецтва; нині цю традицію продовжує І. Пришляк (с. Підлісне Бережанського району), від 1987 — учасник обласних виставок народної творчості. Хлібниці, цукерниці, шкатулки, підноси, обручі виготовляють М. Буряк (с. Цебрів Зборівського району), Р. Безкоровайний і О. Бажа-нов (обидва — м. Тернопіль) та ін., які комбінують різні форми виробів із прямих плетінок, «зубаток», «ялинок», «косичок», витого плетіння.
Плетіння з рогози поширене у селах Хотовиця та Млинівці Кременецького району. Серед активних учасників виставок — В. Казновецький, С. Стецюк, М. Тивонюк, Д. Болтак та ін., котрі плетуть кошики, коберці, рогізки (килимки-заліжники і килимки на підлогу), тапочки, сап'янці та ін. речі хатнього вжитку, використовують види плетіння: «мотузочок», «ажурне», «просте», «в шахматку», «в шашку», «паркетик».

### Різьбярство
Художня обробка дерева, каменю й кістки та зв'язана з нею різьба відомі з ранньослов'янського періоду. Особливо цінний доказ того — кам'яна скульптура язичницького бога Світовида (див. «Збруцький ідол»), виготовлена у техніці об'ємної різьби. До голіградської культури доби раннього заліза відносять орнаментальні кістяні предмети, виявлені під час археологічних розкопок поселення в селі Колодрібка Заліщицького району, зокрема роговий наконечник і фрагмент рукоятки, прикрашений наріж. зубчастим орнаментом.
Традиції народного різьбярства нині розвивають майстри міст Підгайці та Почаїв, смт Коропець, сіл Гутисько, Вербів Бережанського, Будилів, Купчинці, Росоховатець Козівського, Білокриниця Кременецького, Велеснів, Нова Гута, Маркова Монастириського, Баворів і Великий Глибочок Тернопільського, Ланівці Борщівського районів.
Багато різьбярів працюють надомниками при Бережанському, Бучацькому, Кременецькому, Тернопільському лісгоспзагах та комбінатах побутового обслуговування, при Тернопільському художньому комбінаті. У Микулинцях на фабриці деревообробки діє цех художньої різьби по дереву.
Поряд із плоскою народною різьбою на Тернопільщині успішно розвивають круглу. Окремі майстри працюють в обох цих видах. Значне місце в їх творчому доробку займають скульптурки тварин, птахів, декоративні тарелі у вигляді листя дуба, клена, каштана, виноградні лози. Добрим художнім смаком позначені роботи С. Ілляша («Ведмідь»), Ф. Мриги («Козлик»), М. Загривня («Тетеря»), Д. Долинського («Лев», «Дикий кабан», «Ведмідь») та ін. Сервізи з дерева, покритого коричневим або світлим прозорим лаком, характерні для творчості Б. Сікорського та О. Гавриш-Сікорської з Ланівців Борщівського району. Високою технікою  інтарсії та інкрустації на дереві відзначаються декоративні карнизи, лампи, скриньки, шкатулки й тарелі М. Балакунця із селі Пробіжна Чортківського району, Б. Мачуби й Б. Табачука з м. Бучач, М. Никорука зі с. Добрівляни Заліщицького та Г. Коса зі с. Купчинці Козівського районів.
Серед виконавців хрестів і пам'ятників із каменю здавна високою майстерністю відзначалися майстри зі с. Золотий Потік Бучацького, Доброводи Збаразького, Товстолуг Тернопільського, Острівець Теребовлянського, Красіїв Монастириського районів. Вирізьблені з каменю твори В. Панчишина, Б. Андрушківа, М. Конрада, Т. Олійовського експонують на обласних виставках. Довершено володіють технікою різьблення по дереву й каменю Д. Мимрик зі с. Вел. Говилів Теребовлянського району та тернополянин В. Лупійчук. Чітка тематична спрямованість притаманна творам Б. Копея зі с. Устя-Зелене Монастирис., П. Галохи зі смт Великі Бірки Терноп. р-нів, М. Бездільного з м. Бережани, В. Прохорова з Тернополя і Н. Зварунчика з м. Кременець.

### Ткацтво
Численні археологічні знахідки в різних районах свідчать, що вироби ткали з конопель, льону та вовни. У розвитку народного ткацтва — форми виробництва: домашнє, двірське-вотчинне, цехове, мануфактурне. Виготовляли полотно, сукно, шовкові та золотолиті тканини. Мануфактурне виробництво було налагоджене у селах Дубенки Монастириського, Золотий Потік (нині смт) Бучацького районів, містечку (нині смт) Залізці Зборівського району, містах Бережани, Заліщики, Збараж, Скалат, Тернопіль.
Із ткацьких декоративних технік типові: класичний ручний перебір та його варіанти, техніка килимового «закладного» ткання, ремізно-підніжкове узорне ткання, ткання «в три нитки і три підніжки»; у південних районах поширене ткання «під дошку». За побутовим призначенням народні художні тканини поділяють на: для виготовлення одягу та для обладнання і прикрашання житла.
Для виготовлення верхнього святкового одягу використовували сукно, виткане з вовни домашнього прядіння. Зберігається її натуральний колір — білий, сивковий і чорно-бурий. Із нього шили безрукавки, сердаки, каптани, купани, довгополі сіряки, свитки, жупани, кобеняки тощо. Ткали на верстатах запаски, обгортки, опинки, плахти, фоти, головні убори (перемітки, хустки). Килимові і могирові (з вовни тонкорун. кіз) запаски ткали в майстернях м. Заліщики. У м. Збараж виготовляли широкі «волосові» темно-зелені або вишневі пояси. Поширені були вузькі пояси в різнобарвні смуги, що часто перетикали сухозлоттю. Найбільшою декоративністю відзначалися узорноткані поліхромні пояси Заліщиц. р-ну. До хатнього облаштування належать постіл. тканини, покривала і килими. Розрізняють «пасисті» верети, орнамент яких компонують із гладких або узор. смуг; «хрестаті» — ткані у клітку і «писані» — узорно-ткані верети. Найбільшу худож. цінність мають рушники та килими. Для килимів Терноп. обл. типовий орнамент, побудований за схемою смуг.

## Народна медицина
На Тернопільщині діють медичні центри, які поєднують лікувальні засоби традиційної і нетрадиційної медицини, зокрема у місті Тернопіль — обласний комунальний Центр здоров'я, що надає консультаційну, оздоровчу та профілактичну допомогу населенню, використовуючи діагностику за методами Фолля і Накатані, Су-Джок-діагностику, вертебродіагностику; фіто- і рефлексопрофілактику, профілактику Євмінова, гомеопатію, насіннєтерапію, мануальну терапію, гірудотерапію, різні види масажів.
У області працюють цілителі-умільці Л. Гільова, М. Джус, М. Трійчак, Г. Чуфай та ін.

## Відомі етографи Тернопільщини
Колосальне значення має праця Софронія Колтатіва, яка досі зберігається в рукописному варіанті у Львівському етнографічному музеї.